# 甲山さるすべり街道
甲山さるすべり街道（こうざんさるすべりかいどう）は、広島県世羅郡世羅町にある道路。世羅高原農場、黒瀬農園香山ラベンダーの丘、ラ・スカイファームに接している。

## 起点と終点
広島県道56号と世羅高原ふれあいロード

## 由来
道路沿いに植えられている約500本のさるすべりから来ている。

## 接続する道路
- 広島県道56号
- 世羅高原ふれあいロード